# ویکتور یانگ
ویکتور یانگ (انگلیسی: Victor Young؛ ‏ ۸ اوت ۱۹۰۰ – ۱۰ نوامبر ۱۹۵۶) موسیقی‌دان اهل ایالات متحده آمریکا بود.
از فیلم‌هایی که وی در آن‌ها نقش داشته‌است، می‌توان به سوارکاری در اوج اشاره نمود.
وی همچنین برنده جوایزی همچون جایزه اسکار بهترین موسیقی فیلم شده‌است.

## جوایز و نامزدی‌ها

### جایزه اسکار
| سال  | فیلم                           | رده                                                                      | نتیجه    |
| ---- | ------------------------------ | ------------------------------------------------------------------------ | -------- |
| ۱۹۳۹ | Breaking the Ice               | جایزه اسکار بهترین موسیقی فیلم                                           | نامزدشده |
| ۱۹۳۹ | Army Girl                      | بهترین موسیقی فیلم                                                       | نامزدشده |
| ۱۹۴۰ | Man of Conquest                | بهترین موسیقی فیلم                                                       | نامزدشده |
| ۱۹۴۰ | سفرهای گالیور                  | بهترین موسیقی فیلم                                                       | نامزدشده |
| ۱۹۴۰ | مرد محبوب و موفق               | بهترین موسیقی فیلم                                                       | نامزدشده |
| ۱۹۴۰ | Way Down South                 | Best Music (Scoring)                                                     | نامزدشده |
| ۱۹۴۱ | North West Mounted Police      | بهترین موسیقی فیلم                                                       | نامزدشده |
| ۱۹۴۱ | Dark Command                   | بهترین موسیقی فیلم                                                       | نامزدشده |
| ۱۹۴۱ | آریزونا                        | بهترین موسیقی فیلم                                                       | نامزدشده |
| ۱۹۴۱ | Arise, My Love                 | Best Music, Score                                                        | نامزدشده |
| ۱۹۴۲ | جلوی سحر را بگیرید             | بهترین موسیقی فیلم درام                                                  | نامزدشده |
| ۱۹۴۳ | Take a Letter, Darling         | بهترین موسیقی فیلم درام یا کمدی                                          | نامزدشده |
| ۱۹۴۳ | Silver Queen                   | بهترین موسیقی فیلم درام یا کمدی                                          | نامزدشده |
| ۱۹۴۳ | Flying Tigers                  | بهترین موسیقی فیلم درام یا کمدی                                          | نامزدشده |
| ۱۹۴۴ | زنگ‌ها برای که به صدا در می‌آیند | بهترین موسیقی فیلم درام یا کمدی                                          | نامزدشده |
| ۱۹۴۶ | نامه‌های عاشقانه                | جایزه اسکار بهترین ترانه برای "Love Letters" (مشترک همراه Edward Heyman) | نامزدشده |
| ۱۹۴۶ | Love Letters                   | بهترین موسیقی فیلم درام یا کمدی                                          | نامزدشده |
| ۱۹۴۹ | The Emperor Waltz              | بهترین موسیقی فیلم موزیکال                                               | نامزدشده |
| ۱۹۴۹ | دل نادان من                    | بهترین ترانه برای "My Foolish Heart" (مشترک همراه ند واشینگتن)           | نامزدشده |
| ۱۹۵۱ | سامسون و دلیله                 | بهترین موسیقی فیلم درام یا کمدی                                          | نامزدشده |
| ۱۹۵۷ | دور دنیا در هشتاد روز          | بهترین موسیقی فیلم درام یا کمدی                                          | برنده    |
| ۱۹۵۷ | بر باد نوشته                   | بهترین ترانه برای "Written on the Wind" (مشترک همراه سمی کان)            | نامزدشده |

### جایزه گلدن گلوب
| سال                   | فیلم             | رده                           | نتیجه    |
| --------------------- | ---------------- | ----------------------------- | -------- |
| نهمین مراسم گلدن گلوب | September Affair | جایزه گلدن گلوب بهترین موسیقی | برنده    |
| دهمین مراسم گلدن گلوب | مرد آرام         | بهترین موسیقی فیلم            | نامزدشده |

### جایزه امی ساعات پربیننده
| سال  | Project                 | رده                                           | نتیجه    |
| ---- | ----------------------- | --------------------------------------------- | -------- |
| ۱۹۵۵ | Light's Diamond Jubilee | Best Scoring of a Dramatic or Variety Program | برنده    |
| ۱۹۵۵ | Medic                   | Best Original Music Composed for TV           | نامزدشده |
| ۱۹۵۵ | Light's Diamond Jubilee | Best Original Music Composed for TV           | نامزدشده |